# Ogygia
Ogygia er et mytologisk navn for Gozo (maltesisk Ghawdex), som er en af øerne i øriget Malta.
| Geografi/geologi | Spire Denne artikel om geografi er en spire som bør udbygges. Du er velkommen til at hjælpe Wikipedia ved at udvide den. |